# Neotheronia terebratrix
Neotheronia terebratrix là một loài tò vò trong họ Ichneumonidae.